# Єлбулак-Матвієвка
Єлбула́к-Матві́євка (рос. Елбулак-Матвеевка, башк. Йылболаҡ-Матвеевка) — присілок у складі Біжбуляцького району Башкортостану, Росія. Входить до складу Біжбуляцької сільської ради.
Населення — 371 особа (2010; 435 в 2002).
Національний склад:
- чуваші — 85 %